# Міатлінська ГЕС
Міатлінська ГЕС — гідроелектростанція у Дагестані. Знаходячись між Чиркейською ГЕС з однієї сторони та Чирюртівською ГЕС 1 і Гельбахською ГЕС (44 МВт) з іншої сторони, входить до складу каскаду на річці Сулак (басейн Каспійського моря).
В межах проекту річку перекрили бетонною арковою греблею висотою 87 метрів та довжиною 179 метрів. Вона утворила витягнуте по долині Сулаку на 15 км вузьке водосховище з площею поверхні 1,7 км2 та об’ємом 47 млн м3 (корисний об’єм 21,7 млн м3), в якому припустиме коливання рівня у операційному режимі між позначками 142 та 156 метрів НРМ (під час повені – до 156,6 метра НРМ).  
Зі сховища під лівобережним гірським масивом прокладено дериваційний тунель довжиною 1,7 км, який переходить у два напірні водоводи довжиною по 0,16 км. В системі також працює вирівнювальний резервуар висотою 75 метрів та діаметром 25 метрів.
Основне обладнання станції становлять дві турбіни типу Капланс потужністю по 110 МВт. Вони працюють при напорі 46 метрів та забезпечують виробництво 690 млн кВт-год електроенергії на рік.
Видача продукції відбувається по ЛЕП, розрахованій на роботу під напругою 110 кВ.